# Tania Díaz Castro
Tania Díaz Castro (Camajuaní, 30 de abril de 1939 – Havana, 4 de fevereiro de 2024) foi uma jornalista, poetisa e ativista cubana.

## Biografia
Tania Díaz Castro nasceu em Camajuaní, na província de Villa Clara, em 1939. Sua mãe era trabalhadora do tabaco e seu pai era jornalista e ativista. Mais tarde, ela se mudou com sua família para Havana, onde frequentou a Universidade de Havana por seis meses antes de abandonar o curso, optando por se tornar uma jornalista autodidata.
Díaz Castro passou quase 60 anos como jornalista, trabalhando para jornais e revistas como Prensa Libre, Hoy, La Tarde, Bohemia, Revista Trabajo, La Gaceta de Cuba e Los CDR a partir de 1964. Foi fundadora da União Nacional de Escritores e Artistas de Cuba (UNEAC), em 1961, e da União de Jornalistas de Cuba. Ela também foi roteirista do Instituto Cubano de Rádio e Televisão.
Também poetisa, publicou seis livros de poesia com diversas editoras. Sua poesia aborda a vida em Cuba e temas de justiça social.

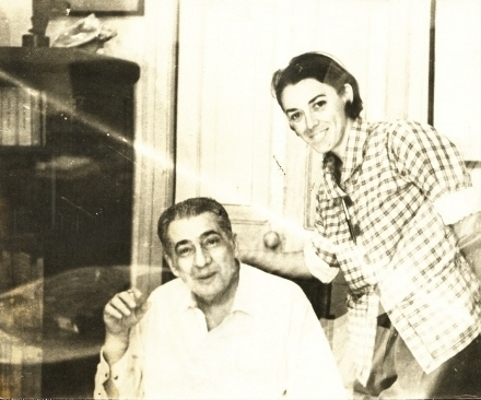
Tania Díaz Castro com José Lezama Lima.

Em 1972, Díaz Castro viajou para o Japão, onde se casou com um japonês e, enquanto estava lá, passou a se opor ao socialismo e especialmente ao comunismo. Em 1977 foi expulsa da UNEAC. Em 1987 ingressou no Movimiento de los Derechos Humanos, liderado por Ricardo Bofill Pagés, e tornou-se membro fundador e secretário-geral do partido da organização, o Partido Pro Derechos Humanos, que pediu que Fidel Castro anunciasse um plebiscito. Por este activismo, foi presa duas vezes e ameaçada de ser fuzilada se continuasse o seu trabalho. Por mais de 20 anos, ela foi editora fundadora e colaboradora do site de notícias Cubanet, pelo qual é considerada uma pioneira do jornalismo independente em Cuba.
Tania Díaz Castro foi casada três vezes – com Guillermo Rivas Porta, Ricardo Villares Fernández e Masayoshi Kaizuka – e teve três filhos. Ela morreu em 2024, em Havana, aos 84 anos.

## Obras selecionadas
- 1964, Apuntes para o tempo. Edições Revolução
- 1970, Todos me van ha tener que oír. Edições União
- 1990, Todos terão que ouvir (edição bilíngue). Edições Ellas/Linden Lane Press
- 1996, Flores amarillas cortadas ao anochecer. Edições União
- 1998, Enquanto giram as hojas del arce. Edições União
- 2011, Inventar um homem. ZV Lunáticas
- 2023, Mais livre que os pájaros. Edições Deslinde